# Fagernes
Fagernes er den største by i Valdres i Innlandet fylke i Norge. Den har en befolkning på omkring 1.800 indbyggere. Fagernes er kommunecenter for Nord-Aurdal kommune. 
Det er et vigtigt turistområde og trafikknudepunkt med gode forbindelser til Oslo, Gol, Jotunheimen og Vestlandet. Fagernes var endestation for Valdresbanen fra 1906, til banen blev nedlagt i 1988. Fagernes Lufthavn, Leirin, blev åbnet i 1987. Valdres Folkemuseum i Fagernes er et af Norges største frilandsmuseer.
Avisen Valdres har hovedkontor i Fagernes.

## Historie
Fagernes opstod omkring 1857, da den første forretning blev åbnet. Fra 1875 har der været hoteldrift i Fagernes, og stedet fik et kraftigt opsving, da Valdresbanen blev etableret i 1906.